# Hölle, wo ist dein Sieg?
Hölle, wo ist dein Sieg? (Originaltitel: All This, and Heaven Too, Alternativtitel: Das Glück in der Glaskugel) ist ein US-amerikanisches Filmdrama des Regisseurs Anatole Litvak aus dem Jahr 1940. Das Drehbuch des Films basiert auf dem im Original gleichnamigen Roman von Rachel Field. Die Uraufführung des Films fand am 4. Juli 1940 statt. In Deutschland wurde der Film im Juni 1947 in die Kinos gebracht, wobei der Film in einer um 42 Minuten gekürzten Version gezeigt wurde. Er erschien im Fernsehen auch unter dem Titel „Das Glück in der Glaskugel“.

## Handlung
An einer New Yorker Mädchenschule soll eine Lehrerin ihren Schülerinnen die tragische Geschichte der Mademoiselle D. erzählen, die unverdient zu einem schlechten Ruf gekommen ist.
Um als Gouvernante im Haushalt des Herzogs de Praslin zu arbeiten, reist Henriette Deluzy-Desportes 1846 von England nach Frankreich. Henriette arbeitet in einem Haus, dessen Atmosphäre durch die Launen der Herzogin vergiftet ist. Henriette, deren Klagen unbeachtet bleiben, versucht, den Kindern Wärme und Liebe zu vermitteln. Zwischen ihr und dem Herzog, der seine Frau verachtet, entwickelt sich eine Beziehung voller Freundlichkeit und Anteilnahme.
Das freundschaftliche Verhalten der beiden ruft bald Gerede und Klatsch hervor. Um seinen Ruf zu wahren, entschließt sich der Herzog, auf weitere Treffen mit Henriette zu verzichten und eine öffentliche Versöhnung mit seiner Frau anzustreben. Doch er kann seine Freundschaft zu der Gouvernante nicht vergessen. Er besucht sie und seine Kinder in Melan, wo sie ihre Ferien verbringen. Nach einigen Tagen kommt auch die Herzogin, die von ihrem Vater, dem Marschall Sébastiani begleitet wird, in Melan an. Sie entlässt Henriette und verspricht ihr, ihr ein Zeugnis auszustellen. Jedoch kommt das Zeugnis nie an. Ohne das Zeugnis findet Henriette keine Arbeit; schließlich verarmt sie.
Als der Herzog von Henriettes Notlage erfährt, stellt er seine Frau zur Rede. In seinem Zorn tötet er sie. Henriette wird der Mittäterschaft verdächtigt und verhaftet. Der Herzog erklärt sich für alleinverantwortlich und rettet somit Henriette vor einer möglichen Hinrichtung. Bald freundet sie sich mit Henry Martyn an, den sie auf ihrer Reise nach Frankreich kennengelernt hat. Er vermittelt ihr eine Stelle als Lehrerin an der Miss Haines Mädchenschule in New York.
Die Schülerinnen zeigen der Lehrerin ihre Sympathie. Henriette kann nun ein glückliches Leben als Lehrerin mit Henry an ihrer Seite leben.

## Kritik
Das Lexikon des internationalen Films bezeichnet den Film als „ein düsteres romantisches Melodram aus der Zeit der Restauration des Königtums in Frankreich, beeindruckend inszeniert und gespielt“. Die Zeitschrift Cinema hingegen nennt den Film einen der „etwas schwächeren Filme der Diva Bette Davis“. Er „schwelgt in üppigen Schwarzweiß-Dekors“, sei aber „kein Brüller, sondern ein relativ harmloser Streifen“. Der amerikanische „TV Guide“ lobt dafür Anatole Litvaks „ruhige, dezente Arbeit“ und die „alterslose Darstellung“ von Davis und Boyer in dieser „düsteren und aufwendigen Produktion“.

## Auszeichnungen
1941 wurde der Film drei Mal für den Oscar nominiert, und zwar in den Kategorien Bester Film, Beste Nebendarstellerin (Barbara O’Neil) und Beste Kamera (s/w).

## Hintergrund
Die Produktion von Warner Bros. hatte ein geschätztes Budget von 1,37 Millionen US-Dollar. Für den Film wurden 67 verschiedene Filmsets errichtet, was zu dieser Zeit ein Rekord war. Kostüm-Designer Orry-Kelly fertigte für Bette Davis 37 verschiedene Kleider an, welche je 1.000 US-Dollar kosteten. Die Filmrechte an dem Roman von Rachel Field, der eine Autobiografie ihrer Großtante darstellt, kosteten das Studio 100.000 US-Dollar. Der Roman basiert damit auf wahren Begebenheiten. Die Großtante der Autorin, die wirkliche Henriette Deluzy-Desportes, arbeitete für Charles Théobald de Choiseul-Praslin, den Herzog de Praslin. Um einer Verurteilung wegen des Mordes an seiner Frau zuvorzukommen, beging der Herzog am 24. August 1847 Selbstmord. Diese Tat erschütterte die Regierung des Königs Louis-Philippe, da man ihr vorwarf, den Selbstmord nicht verhindert zu haben.
Die Dreharbeiten zu dem Film sollten im September 1939 beginnen. Durch den Ausbruch des Zweiten Weltkrieges und der Kriegserklärung Frankreichs an das Deutsche Reich, musste das Projekt erst einmal fallengelassen werden, da der französische Hauptdarsteller Charles Boyer sich zur französischen Armee meldete. Boyer war zu diesem Zeitpunkt schon 42 Jahre alt. Er diente in einer Schreibstube und wurde bald ausgemustert.
In einer kleinen ungenannten Nebenrolle als Theaterbesucherin wirkte Natalie Moorhead mit, die nach diesem Film nur noch zwei Mal vor der Kamera stand. Als Regie-Assistent arbeitete der spätere Regisseur Irving Rapper. Für die Spezialeffekte zeichnete Byron Haskin verantwortlich. Der musikalische Direktor war Leo F. Forbstein, für die Arrangements der Filmmusik sorgte Hugo Friedhofer. Als Techniker in der Schnittabteilung war der spätere Regisseur Don Siegel engagiert.